# マナブ間部
マナブ 間部（まなぶ まべ、1924年（大正13年）9月14日 - 1997年（平成9年）9月22日）は、日系ブラジル人の画家。日本生まれであるが後にブラジルに移住し、同国を中心に活動した。マナブ・マベ、間部 学とも表記される。

## 経歴
- 1924年（大正13年） - 熊本県宇土郡不知火町（現・宇城市）の宿屋を営む父・宗一と母・ハルの間に生まれる。
- 1934年（昭和9年） - 10歳の時、両親と共に「ラプラタ丸」でブラジルへ移民。リンス市ビリグイのコーヒー農園で働きながら育つ。
- 1945年（昭和20年） - コーヒー農園が霜の為全滅したこともあり、仕事の合間に油絵具を使って厚紙や板きれに絵を描き始める。
- 1950年（昭和25年） - サンパウロ作家協会展に入選。徐々に注目を集める。
- 1951年（昭和26年） - ブラジルの国展に入選。同年新潟県出身のブラジル移民よしのと結婚。
- 1953年（昭和28年） - 画風が変わり、静物や人物をテーマにし、その物体の形をつよい線で描く画面構成となる。
- 1956年（昭和31年） - この年から約7年をかけて、間部曰く『非具象構成派』とする絵を描き続ける。
- 1957年（昭和32年） - 自らのコーヒー農園を売却しサンパウロ市に移住。専業画家となるが生活は苦しく、ネクタイの染色や看板描きでしのいだという。
- 1959年（昭和34年） - 4月、「レイネル賞展」においてレイネル賞受賞。同年9月、第5回サンパウロ・ビエンナーレ展で国内最高賞を受賞。その10日後には「第1回パリ青年ビエンナーレ展」受賞。この2つの受賞がアメリカ・タイム誌に『MABE黄金の年』として取り上げられ、世界的な知名度を上げた。このことがきっかけで絵も売れ始めたという。
- 1960年（昭和35年） - 6月、「第30回ヴェネツィア・ビエンナーレ」でフィアット賞を受賞。
- 1961年（昭和36年） - この年から1966年にかけて、ローマ、パリ、ワシントン、ヴェネツィア、ミラノの各都市を個展巡回。同年アルゼンチン・コルドバで開催された「南米ビエンナーレ」で絵画部1位入賞。
- 1979年（昭和54年） - 1月、故国の日本で開催された個展を終え、100点余の作品を積んだヴァリグ・ブラジル航空機が成田国際空港を離陸後に遭難（ヴァリグ・ブラジル航空967便遭難事故参照）。代表作の大半を失う。間部はその後14年かけて喪失した1点1点を描き直したという。
- 1993年（平成5年） - 12月、日本経済新聞に『私の履歴書』を連載。
- 1997年（平成9年） - 6月、東京で開催された個展を最期に、9月、サンパウロ市内の病院で内臓疾患手術後の合併症のため死去。

## 人物
- 画風は初期は具象画、後期は暖かな色調・筆の抽象画へと大きな画風の変遷がある。
- 間部の抽象画は「ブラジルのピカソ」とも呼ばれた[1]。
- 作品の多くは現在、生地の熊本県宇城市「不知火美術館」に所蔵されている。
- 子息のユーゴ・マベ（間部有剛）も画家として活動している。
- アンティークマニアであり、アメジストの原石を所有していた。過去に日本のバラエティ番組でもその生活が紹介されている。[2]
- ボサノバをよく聴いた。

## 画集
- 神奈川県立近代美術館 編 『マナブ間部展：ブラジルの巨星＝その熱い抒情』 読売新聞社、1978年
- マナブ間部 『コーヒー園に雨が降る - マナブ間部自伝画文集』 日本経済新聞社、1994年、ISBN 453212252X
- 宇城市教育委員会編纂発行 『宇城市不知火美術館収蔵 マナブ間部作品集』 2009年

## 関連作品
- 「夢の足跡 画家マナブ間部 ～ブラジルと日本に架けた虹～」（2008年11月2日、テレビ熊本郷土の偉人シリーズ、演：斉藤暁）[3]